# Мади Вотерс
Макинли Морганфилд (енгл. Muddy Waters; Округ Исаквена, 4. април 1913 — Вестмонт, 30. април 1983), познатији као Мади Вотерс, био је амерички блуз-музичар, назван и „оцем блуза“. Блуз музичари Биг Бил Морганфилд и Лари „Мад Морганфилд“ Вилијамс његови су синови. Као главна инспирација британским блуз извођачима 60-их, Мади Вотерс се нашао на седамнаестом месту Ролинг стоунове листе 100 највећих уметника свих времена.